# Автомобильное колесо

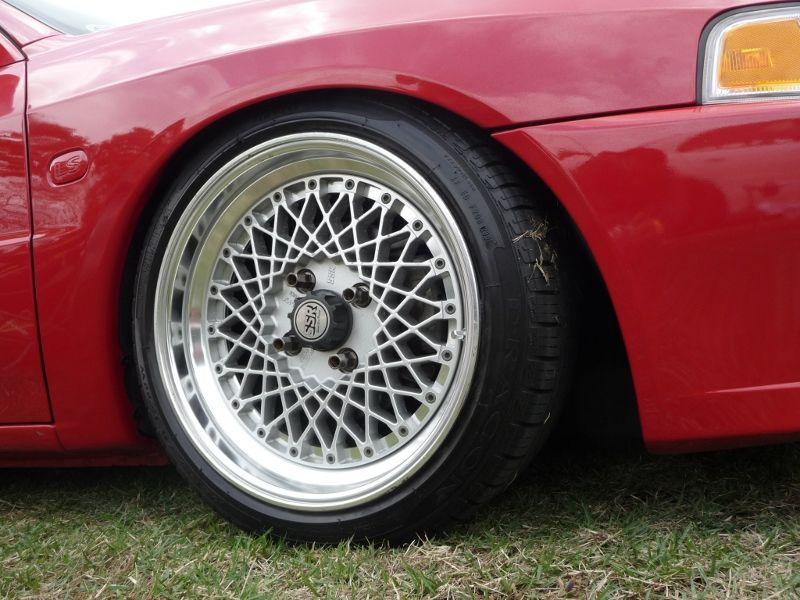
Автомобильное колесо (в соответствии с действующим ГОСТом РФ) — в просторечии «Колёсные диски»

Автомобильное колесо является неотъемлемой частью автомобиля и совместно с шиной представляют собой движитель колёсного транспортного средства.

## История
Автомобильное колесо за последние 100 лет претерпело немало изменений, материал изготовления менялся от дерева до композитов и сверхпрочных сплавов. Первые европейские автомобили были оборудованы спицевыми колёсами аналогичными велосипедным, но эти колёса оказались недостаточно прочными. Первый американский массовый автомобиль Ford Model T выпускался с 1908 по 1927 год с деревянными колёсами. В 1927 году они были заменены на стальные. В 1960-х годах большую популярность получили магниевые колёса, лёгкие и прочные колёса из сплавов магния изначально были созданы для гонок, но постепенно вышли на массовый рынок. Позже место магниевых колёс заняли более тяжёлые, но более дешёвые в производстве литые алюминиевые колёса. На данный момент большинство дилеров выпускает автомобили со стальными (бюджет-эконом вариант) либо литыми алюминиевыми колёсами. Кованые колёса из сплавов магния по-прежнему используются для гоночных автомобилей, включая такие машины, как Formula 1, а также на очень дорогих спортивных машинах.

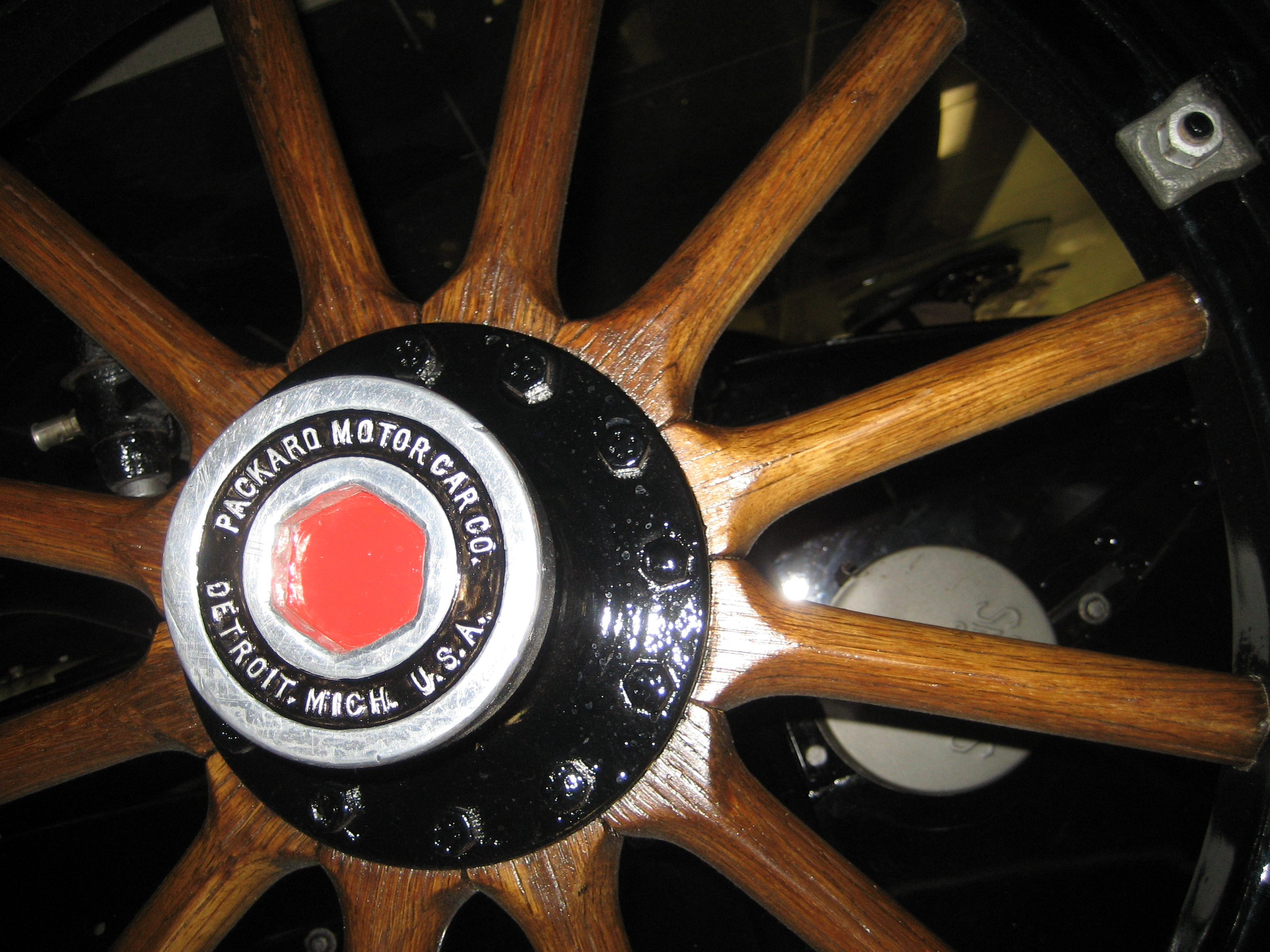
Деревянное колесо автомобиля Паккард начала 20-го века
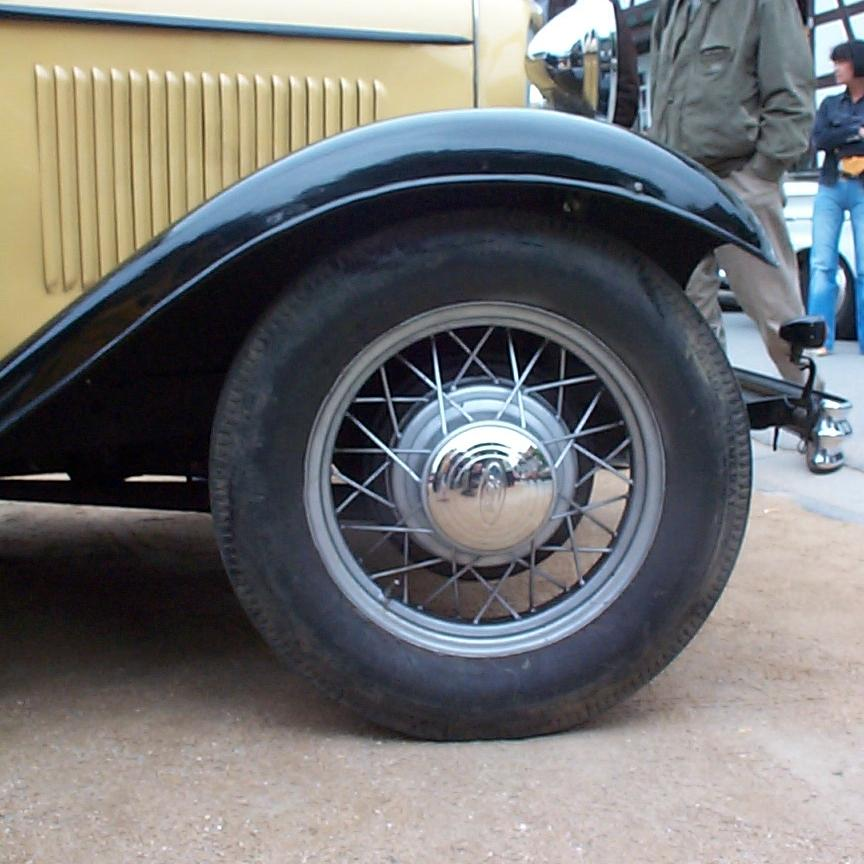
Спицевое колесо начала 20-го века
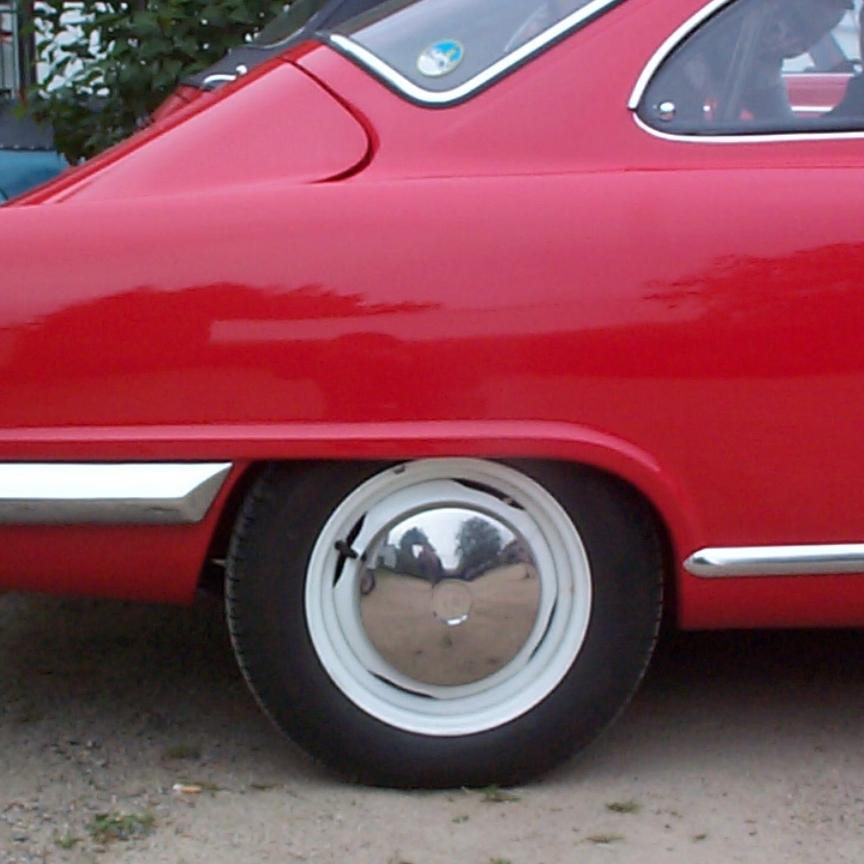
Классическое штамп-сварное колесо 70-х годов производства
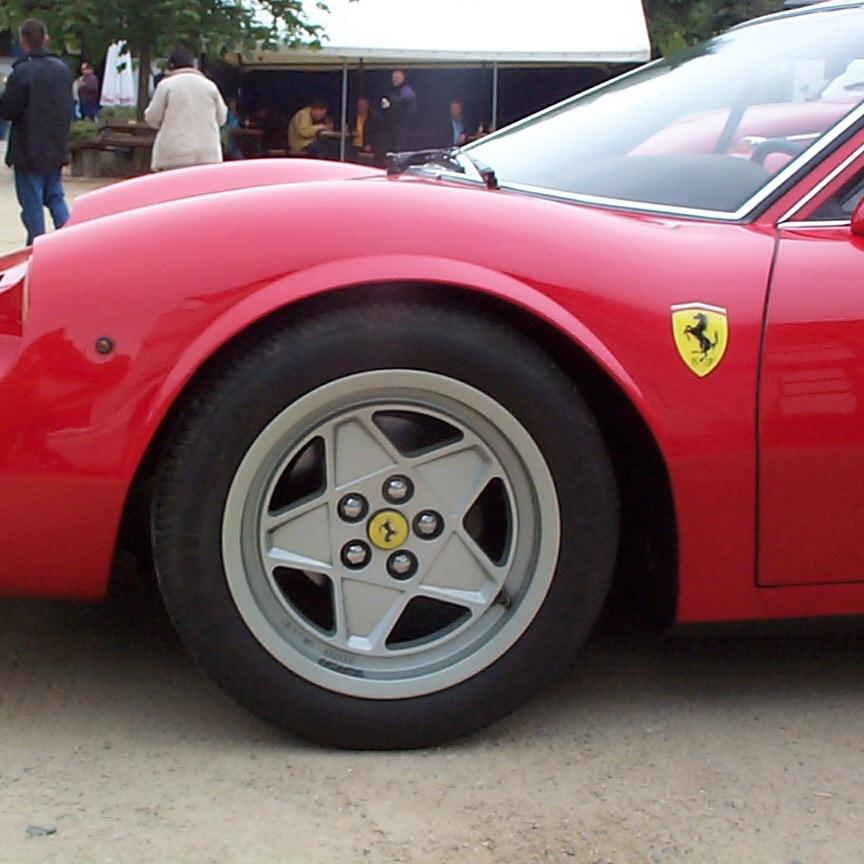
Легкосплавное колесо 90-х годов производства на Феррари

## Типы колёс

### Спицевые (спицованные) колёса

#### Настоящее время
В настоящее время его носителями являются в основном велосипеды, мотоциклы, трайки, инвалидные коляски и многие другие. Достоинства спицевых колёс в их сверхмалом весе, очень хорошем отведении тепла от тормозных систем и высокой энергоёмкости (амортизирующей способности), к недостаткам можно отнести высокую трудоёмкость в производстве колёс и невысокую точность геометрии колеса. Также спицевые колёса можно встретить на выставочных автомобилях и ретро-карах.

### Штампованные (стальные) колёса

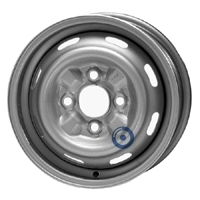
Стальное (штамп-сварное) колесо

Является наиболее распространённым и дешёвым типом колёс в мире, выполняется как правило из листовой стали, довольно прочно, зарекомендовало себя во всех видах транспорта. Преимуществом таких дисков является то, что они подлежат ремонту в случае деформации. Из недостатков отмечается излишний вес. На автомобильные стальные колёса ввиду скромности их дизайна часто устанавливают декоративные колпаки.

### Легкосплавные колёса
Колёса из лёгких сплавов (в большинстве случаев алюминиевых) можно поделить на три категории (по технологии производства): литые, кованые и комбинированные (сборные).

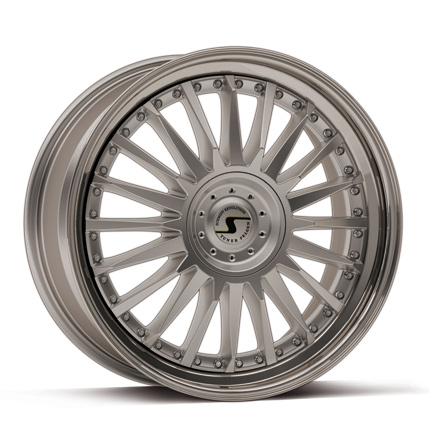
Литое, легкосплавное колесо
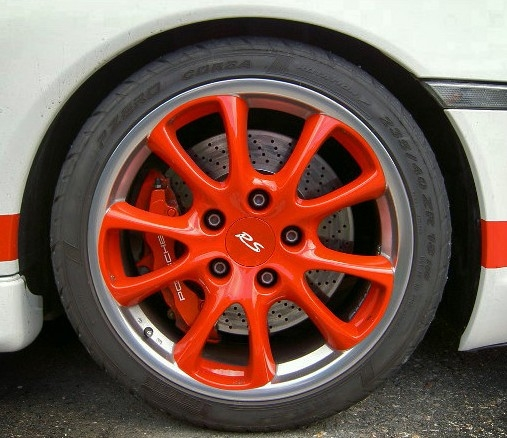
Кованое колесо покрашенное в красный цвет

Основные преимущества легкосплавных колёс перед стальными:
- геометрическая точность,
- меньший вес (как правило),
- улучшенное отведение тепла от тормозных систем,
- разнообразие дизайна колёс.

Если стальное колесо типоразмерности 5Jx13 имеет массу 5,5 кг, то легкосплавное литое — около 4,8-5 кг, а кованое — около 4,2-4,5 кг (взвешивание колёс ВАЗ-21099 произведено в испытательной лаборатории компании K&K в 1999 г.). Технически уменьшение массы колеса означает снижение массы неподрессоренных частей и сил инерции. Благодаря этому оно легче «отрабатывает» неровность поверхности дорожного полотна, что даёт более чёткую реакцию подвески автомобиля. В свою очередь улучшается контакт автомобиля с дорогой и его управляемость. Снижение инерционности, соответственно, увеличивает ресурс самого транспортного средства, повышает тормозную и разгонную динамику и как следствие снижает расход топлива.

### Литые колёса
Литые изготавливаются методом отливки в форму. Используются как правило алюминиевые, магниевые и очень редко титановые сплавы.
После отливки в ряде случаев проводят термообработку отливок (для улучшения механических свойств колеса). Свой конечный вид колесо получает после механической обработки и покраски. По стоимости — это самый окупающийся вид производства легкосплавных колёс.

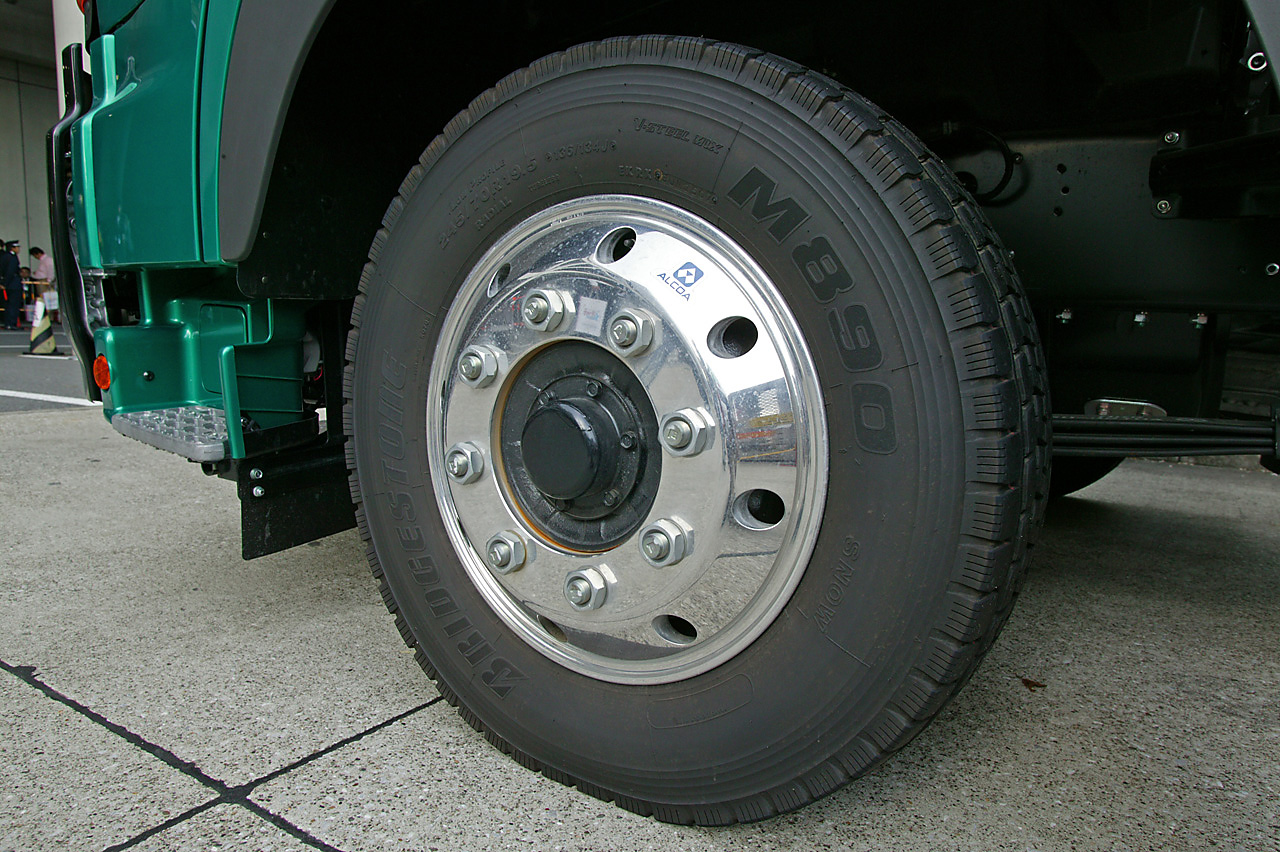
Легкосплавное, кованное колесо фирмы Alcoa на автомобиле MAN TGL
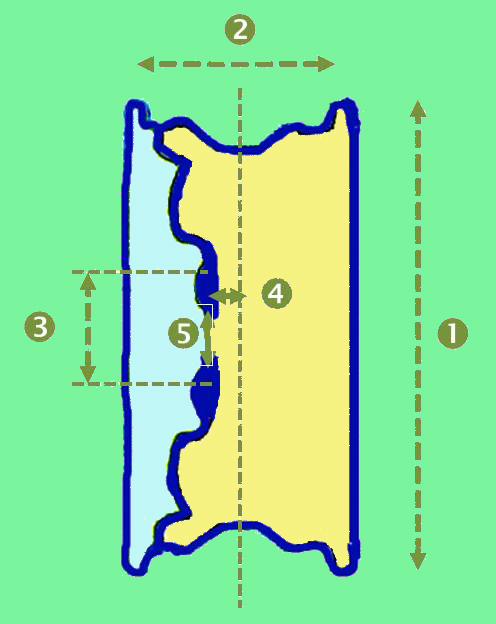
Типоразмерность колеса

### Кованые колёса
Кованые колёса изготавливаются методом энергоёмкой горячей штамповки.
Готовая поковка проходит обязательную термообработку (процесс закалки и старения). Конечный вид диск получает после механической обработки и покраски. По стоимости это один из самых дорогих видов производства легкосплавных колёс (поковка может иметь массу до 25 кг — выход одного колеса 5 кг плюс большие энерго- и трудозатраты).

### Комбинированные колёса
Тип колёс, который состоит как правило из двух и более частей. Каждая из которых может быть выполнена по разным технологиям (пример: спицы — алюминиевый сплав, литьё. Обод — титановый прокат, вальцовка.). Спицевое колесо тоже относится к данному типу.

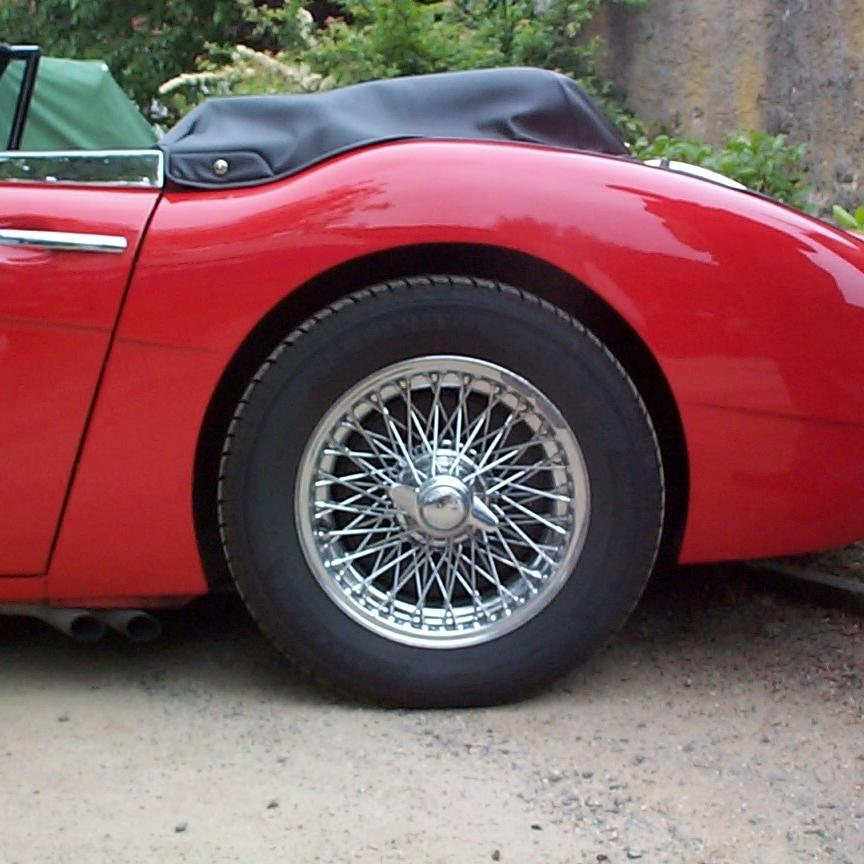
Сборные колёса с креплением центральной гайкой
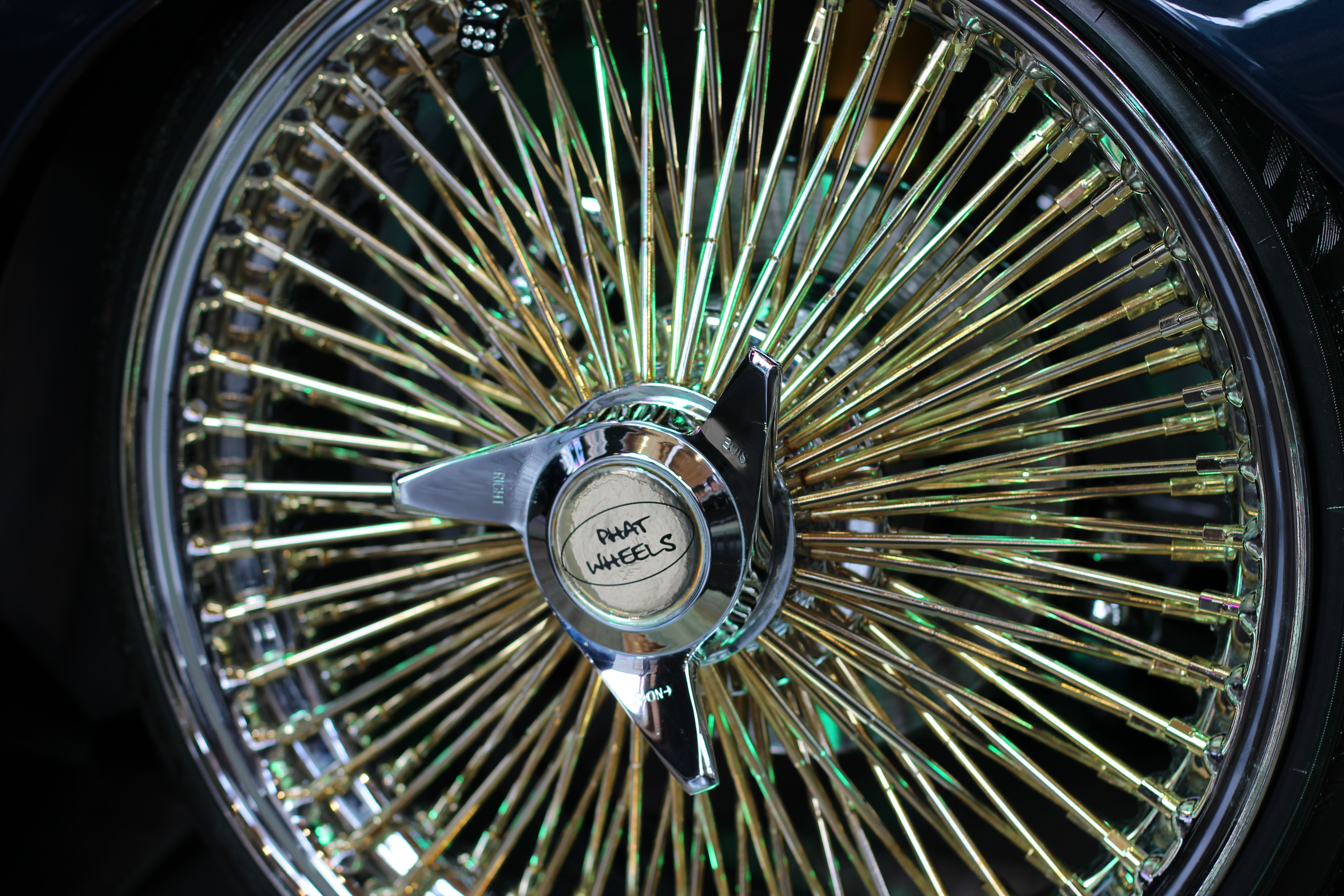
Демонтированное колесо

### Композитные колёса
В настоящее время композитные колёса стоят на некоторых велосипедах и спорткарах. Широкое распространение этого типа ограничено их высокой стоимостью.

### Бездисковые колёса
Особый вид автомобильного колеса, которое не имеет диска, а обод такого колеса крепится непосредственно к ступице колеса. Как правило, такие колёса используются на грузовых автомобилях или спецтехнике большой грузоподъёмности, а также на автобусах и троллейбусах большой или особо большой вместимости.

## Устройство обода
На велосипедах, мотоциклах и легковых автомобилях обод неразборный. При монтаже шины она преодолевает закраины обода за счёт своей эластичности. Для облегчения монтажа посередине обода делают углубление — «ручей» (может быть расположен симметрично или несимметрично). Когда один борт шины задвигается в ручей, противоположный борт поднимается над закраиной обода.
На грузовых автомобилях используют разборный обод. Одна из закраин обода снимается, что позволяет задвинуть шину на обод или, наоборот, снять шину с обода. После установки шины съёмная закраина фиксируется запорным кольцом.
При использовании шин сверхнизкого давления необходимы дополнительные устройства, чтобы механически зажать борта шины и, таким образом, исключить возможность проворачивания шины относительно обода или её случайной разбортовки во время движения.

## Крепление колеса
Крепление колеса производится посредством резьбовых соединений к колёсной ступице:
- Крепление на болтах;
- Крепление на шпильках;
- Крепление на Оси (мотоцикл);
- Крепление на клиньях;

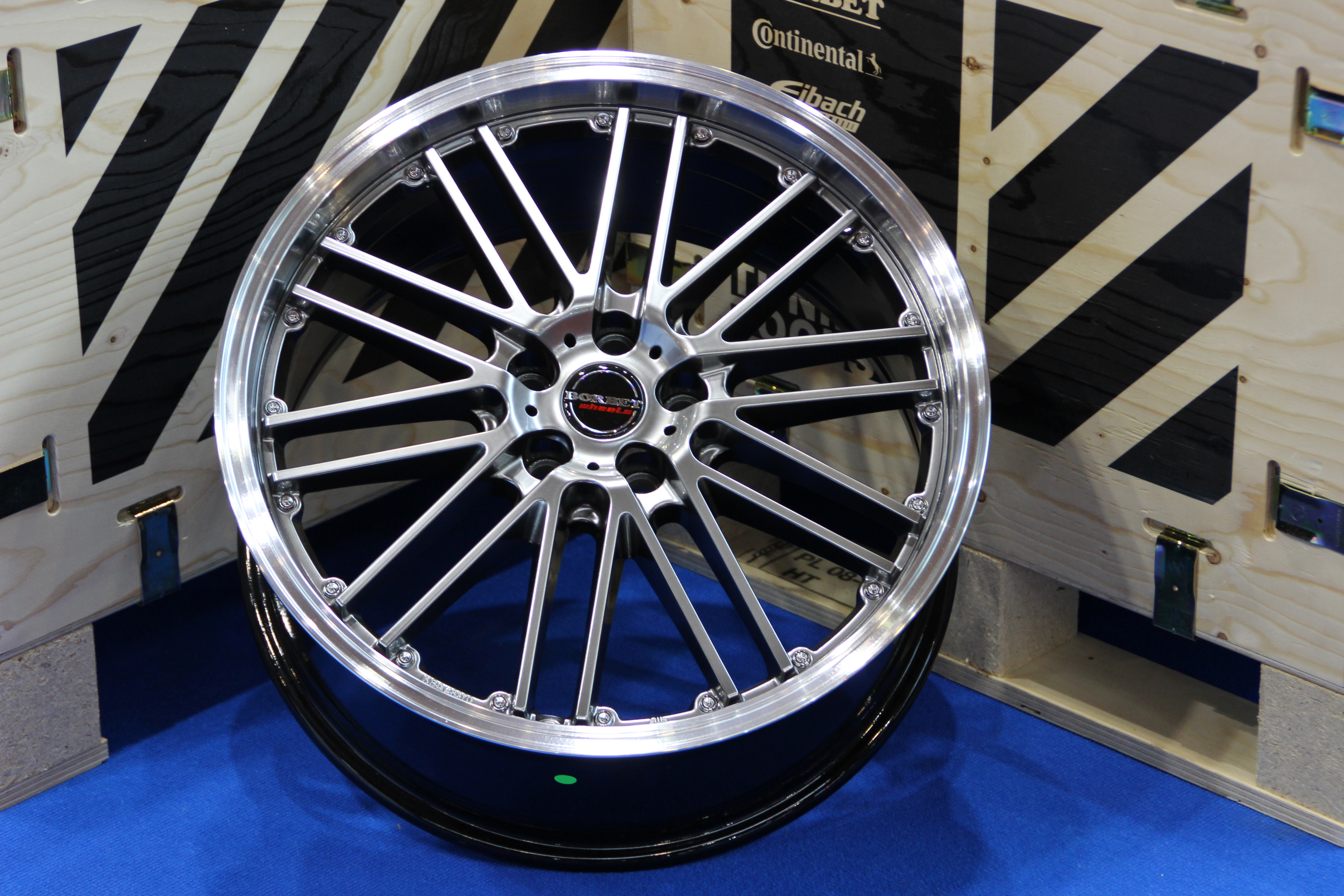
Снятое колесо с демонтированной шиной имеющим крепление на 5 болтов или гаек.
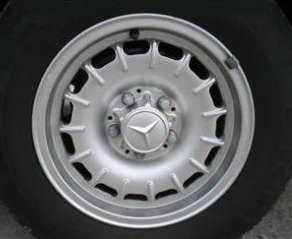
Колесо автомобиля «Мерседес», уставленное на 5 болтах

Используются как правило многоточечные крепления (исключение составляют спорткары, и автомобили эксклюзивных моделей).

## Маркировкатипоразмеровколёс
Все колёса имеют стандартную маркировку параметров, независимо от того, какое это колесо легкосплавное (литое) или стальное (штампованное). Например, 6,5J×16H2 PCD 5×114,3, Offset48 или ET48 DIA67,1.
- 6.5 — Монтажная ширина обода колеса в дюймах.
- J — Профиль обода колеса (пример: JJ, C, CH, HJ и т. д.).
- H2 — количество «хампов» (HUMP) Количество кольцевых выступов на ободе колеса вдоль закраин (предназначены для предотвращения схода шины с посадочных мест, при увеличении боковых сил).
- 16 — Монтажный диаметр обода колеса в дюймах.
- LZxPCD 5×114,3 — Количество крепёжных точек (в данном случае 5×). И диаметр окружности (Pitch Circle Diameter), на которой расположены центры крепёжных отверстий, (в данном случае 114,3 мм). У дисков с четырьмя крепёжными отверстиями PCD измеряется как расстояние между центрами противоположных отверстий.
- ET48 (или Offset 48) — (ET-EinpressTiefe) Вылет (вынос) привалочной плоскости колеса (плоскость, которой колесо прижимается к ступице) относительно оси симметрии обода. Вылет бывает как положительный, так и отрицательный (пример: ЕТ40 — легковой автомобиль, ЕТ-4 «Джип») измеряется в мм. В данном случае он равен 48 мм.
- DIA67,1 — (DIA) Диаметр центрального отверстия, которое отвечает за центровку всего колеса в сборе на ступице автомобиля. Измеряется со стороны привалочной плоскости. В нашем случае равен 67,1 мм.

Многие производители колёс делают DIA большего диаметра, а для центровки на ступице используют переходные кольца (адаптеры).

### Дополнительная маркировка
- 0407 — Дата изготовления. Как правило год и неделя. В данном случае информация означает что колесо выпущено в 4 неделю 2007 года.
- SAE, ISO, TUV — клеймо контролирующего органа. Маркировка свидетельствует о соответствии колёс международным правилам или стандартам.
- MAX LOAD 2000LB — обозначение максимальной нагрузки на колесо (обозначают в килограммах или фунтах). В данном случае он равен 2000 фунтов (908 кг)
- MAX PSI 50 COLD — обозначение максимального давления в шине. В данном случае давление не должно превышать 50 фунтов на квадратный дюйм (3,5 кгс/см2), COLD (холодный) указывает, что измерять давление следует в холодной шине.

## Балансировка колёс
Так называемая балансировка не должна проводиться на разобранном колесе, так как это неэффективно. Соотношение масс шины (камеры) и колеса должны определяться только в сборе и конечная балансировка проводится в собранном виде и с выставленным номинальным давлением.

## Производство в разных странах
Качественные колёса производятся далеко не в каждой стране. Причём структура производств этих изделий заметно отличается. Например если в Германии или Италии это производители автозапчастей, то в России это металлургические заводы, занятые первичной выплавкой, а также переплавкой металлов. Впрочем Россия в этом плане не совсем одинока ибо например наиболее крупным производителем литых колёс в США является компания Alcoa, которая одновременно является крупным производителем первичного алюминия. Так же имеют ценность диски фирмы Zinik, которые изготавливают колёса для премиальных автомобилей. В России производством колёс занимается Саянский, Красноярский и другие алюминиевые заводы, а также крупнейший в мире завод титана ВСМПО. К примеру в Германии производителями такой продукции являются моторостроительная компания AMG и производители автозапчастей такие как BBS и Lorinser. В Италии подобную продукцию производят такие фирмы как например MOMO, которые производят тюнинговые запчасти.

## Диски, изготовляемые на заказ
В XXI веке появились легкосплавные колёса, выполняемые по воле заказчика. На них может быть нанесен определённый узор, они могут быть покрашены в соответствующие заказу цвета, разные украшения, а также вращающиеся колпаки. Но простор для творчества ограничен сохранением физических свойств, необходимых для колеса.

## Кражиколёс

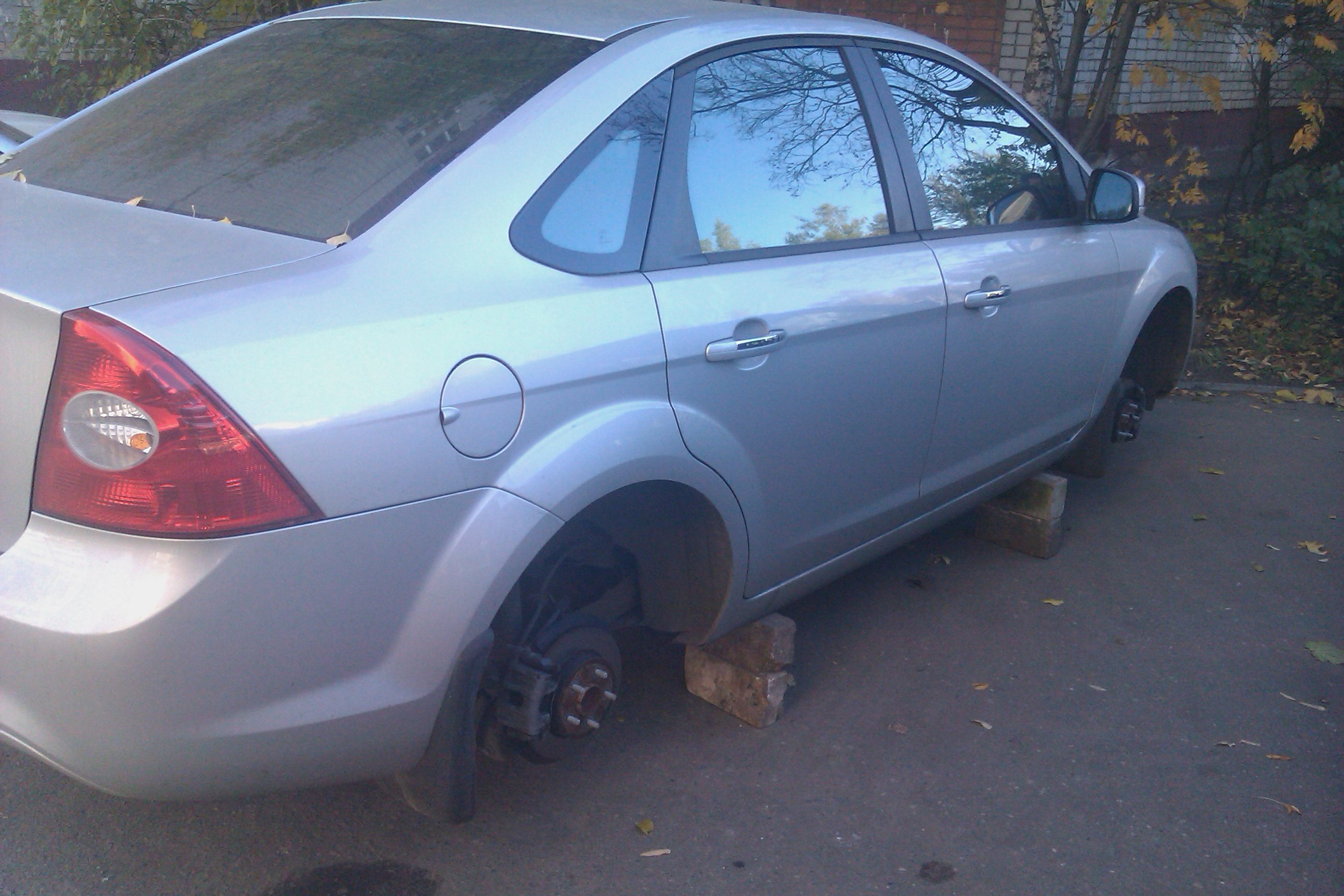
Пример кражи колёс.

В некоторых случаях комплект колёс может стоить даже дороже всей машины если эта машина сравнительно дешёвая. Допустим колёса, сделанные на заказ для S-класса могут стоить порядка 20000 евро, при том что стоимость нового Мерседеса S-класса составляет порядка 100000 евро. По этому при невозможности угона такой машины могут украсть сами колёса, а покупателем краденого имущества чаще всего оказывается владелец либо подобной машины, либо другой машины, на которой колёса соответствуют типоразмерности. То есть хорошие колёса могут представлять собой значительную часть стоимости всей машины.
Есть и более примитивные случаи, когда воруют самое обычное стальное колесо с самой обычной шиной, продавая его за копейки в ближайший шиномонтаж. Как правило это происходит с грузовиками как европейского так и американского типа. Но если речь идёт о машине европейского типа, где пока ещё преобладают стальные колёса, основной целью кражи является шина, то при краже колеса в сборе с грузовика американского типа целью кражи чаще всего является само колесо, так как оно выполнено из лёгкого сплава, и кроме того менее распространено в России по этому даже на вторичном рынке стоит значительно дороже.

### Меры защиты
Для защиты от кражи колёс применяется так называемая «секретка» или «обманный болт» или же «обманная гайка» в зависимости от типа крепления. Такие болты или гайки имеют специальную головку, которая доступна только одному или нескольким пользователям. Таким образом открутить такой болт или гайку обычным ключом невозможно, но умелые «колёсокрады» чаще всего срезают такую гайку вместе со шпилькой, если конечно туда можно подобраться болгаркой не повредив само колесо. Но в противном случае «секретка» чаще всего защищает колесо от кражи хотя бы потому что болт закручивается внутрь самого колеса и болт или гайку невозможно срезать не повредив само колесо. В то же время при потере специальной головки для откручивания «секретки» можно столкнуться с проблемой так как сам владелец не сможет поменять колесо.